# مونت ایدوکال تگس
مونت ایدوکال تگس (به لاتین: Mont Idoukal-n-Taghès) یک کوه در نیجر است که در Tabelot واقع شده‌است. مونت ایدوکال تگس ۲٬۰۲۲ متر بالاتر از سطح دریا واقع شده‌است.